# Lake Mills (Wisconsin)
Lake Mills è una città degli Stati Uniti d'America, situata in Wisconsin, nella Contea di Jefferson.